# Rubén Montesinos Gimeno
Rubén Montesinos Gimeno (13 de mayo de 1974) es un deportista español que compitió en taekwondo. Ganó cuatro medallas en el Campeonato Mundial de Taekwondo entre los años 1997 y 2005, y dos medallas en el Campeonato Europeo de Taekwondo en los años 2000 y 2004.

## Palmarés internacional
| Campeonato Mundial | Campeonato Mundial    | Campeonato Mundial | Campeonato Mundial |
| Año                | Lugar                 | Medalla            | Categoría          |
| ------------------ | --------------------- | ------------------ | ------------------ |
| 1997               | Hong Kong (China)     | Medalla de bronce  | –83 kg             |
| 1999               | Edmonton (Canadá)     | Medalla de bronce  | +84 kg             |
| 2001               | Jeju (Corea del Sur)  | Medalla de bronce  | +84 kg             |
| 2005               | Madrid (España)       | Medalla de oro     | +84 kg             |
| Campeonato Europeo |                       |                    |                    |
| Año                | Lugar                 | Medalla            | Categoría          |
| 2000               | Patras (Grecia)       | Medalla de plata   | +84 kg             |
| 2004               | Lillehammer (Noruega) | Medalla de oro     | +84 kg             |